# Gert Muller (rugby à XV, 1986)
Pour les articles homonymes, voir Gert Muller.

a Compétitions nationales et continentales officielles uniquement.

Dernière mise à jour le 8 juin 2022.
Gert Muller, né le 5 février 1986, est un joueur sud-africain de rugby à XV qui joue au poste de pilier.

## Biographie
Après deux saisons à Bayonne, Gert Muller signe pour le Stade toulousain. Gert Muller a fait sa première apparition sous les couleurs rouge et noir lors d'un match contre le Stade rochelais, au stade Ernest-Wallon en tant que remplaçant de Dorian Aldegheri. 
En 2016, il rejoint l'USA Perpignan. Il quitte le club en juin 2020.

## Palmarès
- Finaliste de la Currie Cup en 2007
- Champion de France de Pro D2 en 2018